# Cimorelli
Cimorelli – amerykański zespół, składający się z pięciu sióstr: Christiny (ur. 1990), Katherine (ur. 1992), Lisy (ur. 1993), Amy (ur. 1995) i Lauren (ur. 1998). Nazwa zespołu jest jednocześnie ich nazwiskiem. Zespół rozpoczął działalność w 2007 r., w składzie pięcioosobowym (najmłodsza z sióstr – Danielle, dołączyła do grupy później). Początkowo działalność zespołu ograniczała się do wydawania coverów na kanale YouTube. W 2008 r. grupa wydała własnym nakładem pierwszy album pt. Cimorelli. Przełomowym w karierze Cimorelli okazał się rok 2009, gdy zespół nawiązał współpracę z managerem Sugababes, Sarą Stennett. Efektem było zawarcie umowy z Universal Island Records i wydanie kolejnych trzech EP.
W 2012 grupa Cimorelli wygrała konkurs „Bieber-Off!” na najlepszy cover utworu Justina Biebera. W tym samym roku uzyskała nominację do Teen Choice Awards, wygrywając w kategorii Choice Web Star. W 2013 r. zespół nominowany był do Radio Disney Music Awards. W 2014 r. dostał kolejną nominację do Teen Choice Awards również w kategorii Choice Web Star: Music, a w 2015 r. w kategorii Choice Music Group: Female.
W 2015 Cimorelli zakończyły współpracę z Universal Island Records i przeprowadziły się z Los Angeles do Nashville. W tym samym roku wydały darmową składankę „Hearts on fire”, w skład której wchodzi 9 akustycznych piosenek. 18 maja 2016 wyszedł debiutancki album zespołu: „Up at night” zawierający 14 utworów napisanych przez Cimorelli.
W 2018 Amy nagrała film, w którym opowiada o tym, że cierpi na Zespół Turnera.

## Dyskografia
- Cimorelli EP, 2008, nakładem własnym,
- Cimfam EP, 2011, Universal Island Records,
- Believe It EP, 2012, Universal Islands Records,
- Made In America EP, 2013, Universal Islands Records,
- Renegade EP, 2014, Universal Islands Records[11]
- Up at night, 2016, Cimorelli Music (nakład własny)

## Nagrody i wyróżnienia
- 2012 – Teen Choice Awards – Choice Web Star – Nominacja
- 2013 – Teen Choice Awards – Choice Web Star – Wygrana
- 2013 – Radio Disney Music Awards – Breakout Star – Nominacja
- 2014 – Teen Choice Awards – Choice Web Star:Music – Nominacja
- 2015 – Teen Choice Awards – Choice Music Group:Female – Nominacja
- 2016 – Teen Choice Awards – Choice Web Star:Music – Nominacja